# زبان فارسی در قلمرو سلجوقیان روم
زبان فارسی در دربار شاهان سلجوقی روم رایج بود چنان‌که برخی از شاهزادگان سلجوقی خود به سرودن شعر فارسی روی آوردند یا با یادگیری دستور خط فارسی به خطاطی پرداختند و کتاب‌های نفیس از خود به یادگار گذاشتند.
دلبستگی پادشاهان سلجوقی روم همچون قلیچ‌ارسلان دوم و سلطان سلیمان‌شاه دوم و کیخسرو یکم و کیکاووس یکم و کیقباد یکم و … به زبان و ادب فارسی، شاعران و ادیبان و اندیشمندان فارسی‌زبان را به قلمرو و دربار سلجوقیان روم کشید چنان‌که شاعرانی فارسی‌زبان همچون حبیش‌بن ابراهیم تفلیسی و نظامی گنجوی و ظهیرالدین فاریابی جایگاه ادب و زبان فارسی را در دربار سلجوقیان روم به اوج رساندند.
سلطان قلیچ‌ارسلان دوم پس از شکست دشمنان و ایجاد ثبات در قلمرو تحت استیلای خود، تصمیم گرفت این قلمرو را میان یازده پسر خود تقسیم کند. به این ترتیب و به دستور سلطان، به هر کدام از فرزندان ایالتی واگذار شد. آزادی و استقلال عمل هر یک از فرزندان در منطقهٔ خود بسیار زیاد بود. این استقلال عمل سبب شده بود تا هر یک از فرزندان سلطان مذکور برای خود دربار و درگاهی تشکیل دهد و برای حکم‌رانی بهتر، مقدم بزرگان، اندیشمندان و به‌طور کلی اهل علم و ادب به دربارهٔ خود را گرامی بدارد. به این ترتیب با ورود ادبا، شعرا و سایر اهل علوم و حرف نه تنها تحولی اساسی در اوضاع فرهنگی قلمرو هر یک از این شاهزادگان به وجود آمد، بلکه بعضاً برخی از این شاهزادگان خود به سرودن شعر فارسی روی آوردند یا با یادگیری دستور خط فارسی به خطاطی پرداختند و کتاب‌های نفیس از خود به یادگار گذاشتند.
همراه شدن آرامش و ثبات سیاسی با عشق و علاقهٔ سلاطین ترکی همچون قلیچ‌ارسلان دوم و سلطان سلیمان‌شاه دوم به زبان و ادب فارسی، مقدمات حضور شعرا، ادبا، عرفاً و اندیشمندان فارسی‌زبان را به قلمرو و دربار سلاجقهٔ روم فراهم ساخت یا حداقل این بزرگان را بر آن داشت تا اشعاری را در ستایش سلاطین شعردوست سلجوقی روم بسرایند یا آثار خویش را به نام آن‌ها مزین کنند. عالمان و شاعرانی فارسی‌زبان همچون حبیش‌بن ابراهیم تفلیسی، نظامی گنجوی و ظهیرالدین فاریابی جایگاه ادب و زبان فارسی را در دربار سلجوقیان روم به اوج تعالی رساندند.
افزون بر ادب‌دوستی سلاطین سلجوقی عامل دیگری که توانست آسیای صغیر را مرکز و مجمع مردان هنر و ادب اندیشهٔ ایرانی قرار دهد، حملهٔ سنگین مغول و آشوب پس از آن است. تاخت و تاز و کشتار هراس‌انگیز مغول خراسان بزرگ را که بیش از سه قرن کانون رشد و نمو زبان و ادب پارسی بود یک‌سره ویران ساخت و گروهی از اهل علم و ادب و هنر را به خاک و خون کشید. آنان که از حملات مغول، جان سالم به در برده بودند به کشورهای پیرامون از جمله آسیای صغیر پناه بردند. پناهندگان به آسیای صغیر از صنوف و قشرهای مختلف بودند که آنان را می‌توان در گروه‌ها زیر گنجاند: ۱ـ عرفاً و فتیان ۲ـ اهل علم و قلم ۳ـ هنرمندان ۴ـ بازرگانان.
عزالدین کیکاووس شاه سلجوقی روم از طرفداران زبان فارسی بود چنان‌که دختر حسام‌الدّین سالار که به زبان فارسی شعر می‌سرود شعری را به زبان فارسی در قالب ترکیب‌بند سرود و به دربار عزالدین کیکاووس پادشاه سلجوقیان روم فرستاد. ابن بی‌بی ادیب و تاریخ‌نگار ایرانی در کتاب تاریخ خود «الاوامر العلائیة فی الامور العلائیة» چنین می‌نویسد که کیکاووس نیز در برابر چنین شعر ارزنده‌ای بر هر بیت، صد دینار سرخ صله داد و در مجموع برای ۷۲ بیت، هفت‌هزار و دویست دینار راهی موصل نزد دختر حسام‌الدّین سالار کرد و افزون بر آن، پیک را نیز دوهزار دینار و نیز خلعت و سوار داد.
بخشی از شعر این دختر که نام او فقط به‌عنوان دختر حسام‌الدّین سالار در تاریخ ثبت شده‌است:
| تا طرهٔ آن طرهٔ طرار برآمد         |  | بس آه کزین سینهٔ غم‌خوار برآمد     |
| بس آه کزین سینهٔ غم‌خوار برآمد     |  | در عشق هر آن‌کس که بدین کوی فروشد |
| در عشق هر آن‌کس که بدین کوی فروشد |  | جانش به غم و حسرت و تیمار برآمد  |
| خوبان جهان را همه بازار شکستند   |  | آن روز که او مست به بازار برآمد  |
| شمشاد خجل شد چو ز بستان زمانه    |  | آن قامت چون سرو سمن زار برآمد    |
| شد عارضِ زیباش گل باغ لطافت       |  | کان سوسن نورسته ز گلزار برآمد    |
| ای چرخ مکن قصد به خون ریختن خلق  |  | زیرا که به یک غمزهٔ او کار برآمد  |
| ای ماه کنون دمدمهٔ حسن تو بنشست   |  | چون کوکبهٔ شاه جهاندار برآمد      |
| شاهی به لطافت چو دم عیسی جانبخش  |  | جمشید دوم شاه جوان‌بخت جهان‌بخش    |